# Anthias
Anthias es un género de peces de brillantes colores perteneciente a la subfamilia Anthiinae. La mayoría de sus especies viven en arrecifes profundos del Atlántico tropical y subtropical. Una única especie, A. noeli, se encuentra en arrecifes profundos del Pacífico este.
Son de color rojo, rosa, naranja o amarillo y la especie más grande alcanza los 29 cm de longitud. Viven en grupos que se alimentan de zooplancton.

## Especies
Anteriormente este género incluía más especies, que ahora han sido trasladadas a otros géneros, como Callanthias, Odontanthias o Pseudanthias. De acuerdo con FishBase, las especies actualmente incluidas en Anthias son:
- Anthias anthias (Linnaeus, 1758)
- Anthias asperilinguis Günther, 1859
- Anthias cyprinoides (Katayama & Amaoka, 1986)
- Anthias filamentosus Cuvier & Valenciennes
- Anthias helenensis Katayama & Amaoka, 1986
- Anthias menezesi Anderson & Heemstra, 1980[2]
- Anthias nicholsi Firth, 1933
- Anthias noeli Anderson & Baldwin, 2000
- Anthias salmopunctatus Lubbock & Edwards, 1981
- Anthias tenuis Nichols, 1920
- Anthias woodsi Anderson & Heemstra, 1980[2]